# 武文 (正德進士)
武文（1468年—？年），字宗儒，山西大同府朔州馬邑縣人，軍籍。

## 生平
治《春秋》，行三，由國子生中式甲子科（1504年）山西鄉試第四名舉人，年四十一歲中式正德三年（1508年）戊辰科會試第一百五十三名，第三甲第一百三十五名進士。历任韩城、旌德二县知县。

## 家族
曾祖武從友。祖父武拳。父武敬。母羅氏。慈侍下，兄雄、榮。